# Ryan Aeronautical Company

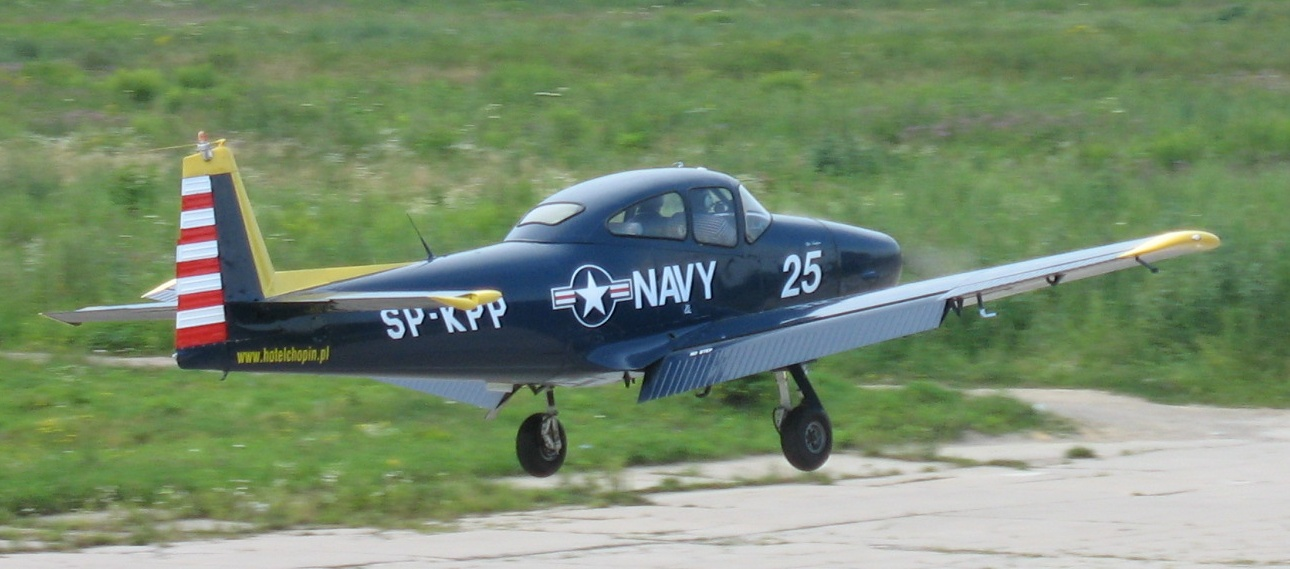
Un Ryan Navion en cours d'atterrissage.

Ryan Aeronautical Company est une société de construction aéronautique américaine fondée à San Diego en Californie en 1934 par T. Claude Ryan, Filiale de Teledyne après 1969, puis rachetée par Northrop Grumman en 1999.
Ryan a construit de nombreux appareils remarquables, dont le Ryan M-2 qui a servi de base à l'avion de Charles Lindbergh, le Spirit of St. Louis.

## Fondation et débuts
E 1922, T.C. Ryan a créé un service de liaison aérienne à San Diego qui donnera naissance à plusieurs entreprises portant le nom de Ryan, comme Ryan Airlines fondée le 19 avril 1925, en association avec Benjamin Franklin "Frank" Mahoney. Ryan Aeronautical Company est née de la séparation des deux associés.

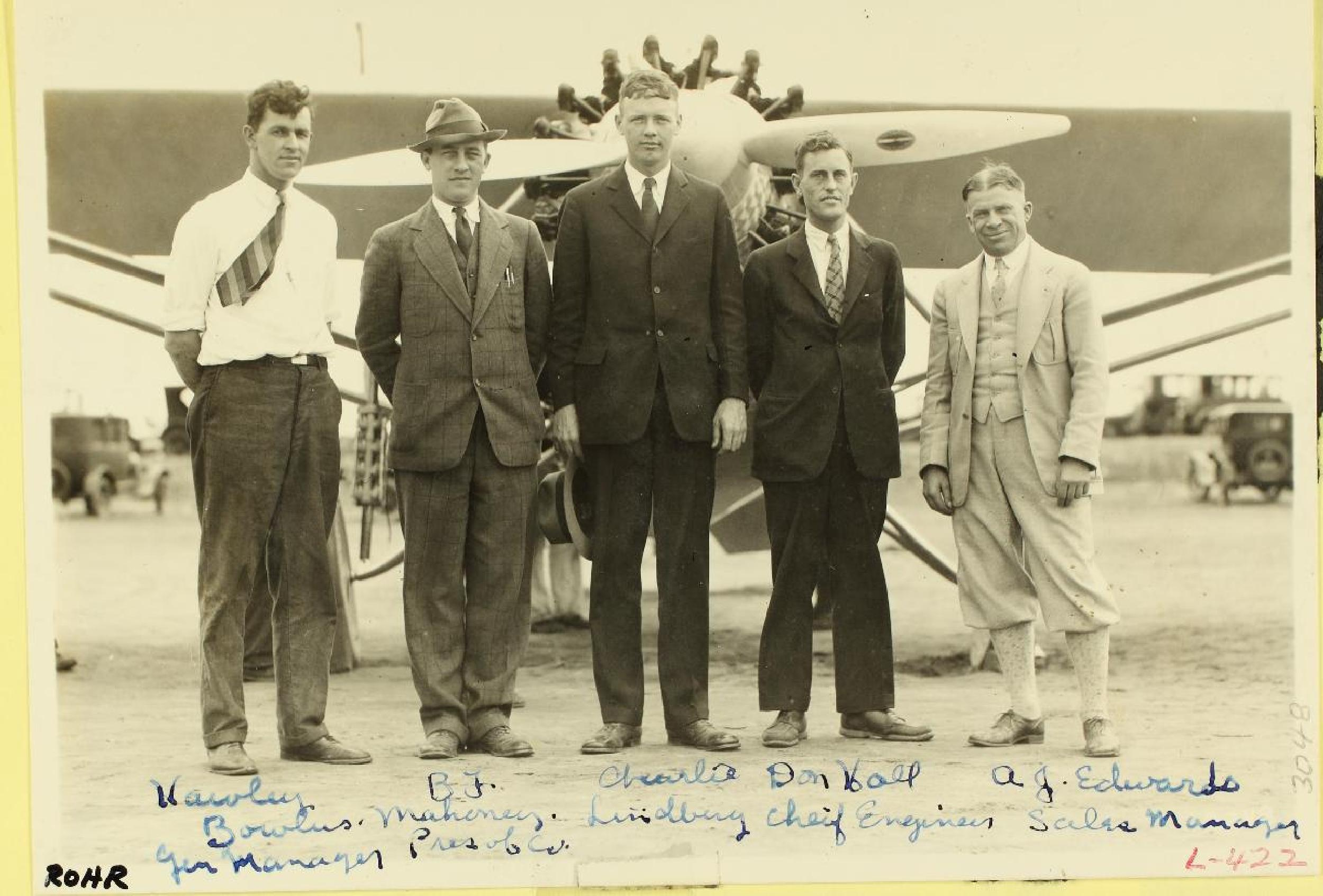
Hawley Bowlus, B.F.Mahoney, C.A.Lindbergh, et A.J.Edwards devant le Spirit of St. Louis. Cliff Henderson Collection. San Diego Air and Space Museum

T.C. Ryan était connu à titre personnel surtout pour sa participation à la construction du Spirit of St. Louis de Charles Lindbergh, alors qu'il n'a jamais personnellement participé à sa construction,,,,,. À l'époque de la construction du Spirit of St. Louis, B.F. Mahoney et T.C.Ryan ont cessé leur association, et la partie que B.F. Mahoney a conservé porte encore le nom de Ryan Airlines, qu'il changera en août 1927 pour "B. F. Mahoney Aircraft Corporation". Le Spirit of St. Louis n'a donc pas été construit par Ryan Aeronautical, mais par Ryan Airlines, qui l'a dérive du Ryan M-2 avion postal de Ryan Aeronautical Company.
Le premier appareil de la nouvelle compagnie a été le Ryan ST (ST pour "Sport Trainer"), un monoplan à aile basse, biplace en tandem propulsé par un moteur 4 cylindres en ligne Menasco B-4 "Pirate" de 95 chevaux (71 kW). 5 unités furent produites avant que la production ne se réoriente sur le Ryan STA (le "A" pour Aerobatics) en 1935, avec un Moteur Menasco C-4 plus puissant (125 ch, 93 kW). Cet appareil avait assez de puissance pour effectuer des démonstrations acrobatiques et a notamment gagné le " International Aerobatic Championship" (Championnat International d’acrobatie aérienne) de 1937. Une autre amélioration, le Ryan STA Special de 1936 était propulsée par un Menasco C-4S turbocompressé de 150 ch (112 kW).
En 1937 et 1938, un second modèle d'avion civil apparu, le Ryan SCW-145 pour la "Sport Coupe", avec un Warner de 145 ch (108 kW), 7 cylindre en étoile. le SCW était un appareil plus grand, de 3 places, avec verrière coulissante. Les deux places avant étant côte à côte. Le prototype était initialement équipé d'un moteur Menasco, mais les premiers essais ont mis en lumière un évident manque de puissance, et les appareils de production ont été finalement équipés du Warner de 145 ch (108 kW) plus puissant. Treize exemplaires du SCW ont été produits, le dernier étant assemblé des années après la fin de la production à partir du stock restant de pièces détachées.

## USAAC
Ces premiers succès ont éveillé l’intérêt de l'USAAC (United States Army Air Corps). Les moteurs Menasco s'étant montrés peu fiables, ce sont des moteurs en étoile Kinner qui ont été montés sur les appareils de série. Les appareils ainsi produits l'on été comme PT-16 (15 unités construites), PT-20 (30 construits), PT-21 (100 pour l'USAAF et 100 pour l'USN). Pour finalement aboutir au PT-22 Recruit (construit à 1 048 exemplaires), tous ont été commandés en 1941 alors que la demande en avions d'entrainement a connu une très rapide expansion.
Ryan a aussi exploré les techniques du STOL avec son avion d'observation YO-51 Dragonfly. Trois prototypes ont été construits, non suivi par une commande de l'USAAF.

## Après-guerre

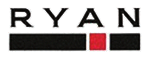
Logo de la Ryan Aeronautical Academy en 1960.

Dans l'immédiate après-guerre, Ryan a dû se diversifier, en allant même jusqu'à construire des cercueils pendant une courte période. La compagnie a acheté les droits de l'avion léger Navion en 1947, le vendant sur le marché civil et militaire.
Ryan s'est ensuite investi dans le développement de missiles et de drones, avec par exemple le drone cible Ryan Firebee, le Ryan Firebird (l'un des premiers missile air-air), ainsi que de nombreux appareils expérimentaux et de recherche.
Ryan a fait une prise de participation de 50% dans Continental Motors Corporation, le constructeur de moteurs d'avion, en 1965.
Dans les années 1950, Ryan a été un pionnier du vol vertical avec le X-13 Vertijet, dont la formule d'aile delta à atterrissage "sur la queue" n'a pas quitté le domaine du prototype. Au début des années 1960, Ryan a conçu le XV-5 Vertifan et la YO-51 Dragnofly.
En 1966/67, Ryan a remporté le contrat du radar Doppler installé sur l'atterrisseur du Module lunaire Apollo.
En 1968 la compagnie a été rachetée par Teledyne pour 128 millions de dollars, et est totalement devenu une filiale l'année suivante, formant ainsi Teledyne Ryan.
Northrop Grumman a racheté Teledyne Ryan en 1999, et sa production continue dans la recherche de UAV.

## Liste d'avions produits
| Modèle                      | 1er vol | Nb construits | Type                                    |
| --------------------------- | ------- | ------------- | --------------------------------------- |
| Ryan M-1                    | 1926    | 36            | avion postal                            |
| NYP (Spirit of St. Louis)   | 1927    | 1             | prototype                               |
| Ryan Brougham (en)          | 1927    | 212           | avion de ligne                          |
| Ryan Foursome (en)          | 1930    | 3             | avion d'affaires                        |
| Ryan ST (en), PT-22 Recruit | 1934    | 1994          | avion d'entraînement                    |
| Ryan S-C (en)               | 1937    | 14            | Monoplan                                |
| Ryan YO-51 Dragonfly        | 1940    | 3             | avion d'observation STOL                |
| Ryan FR Fireball            | 1944    | 66            | avion de chasse Piston-Réacteur         |
| Ryan XF2R Dark Shark        | 1946    | 1             | Chasseur Turboprop                      |
| Ryan Navion                 | 1948    | 1202          | monomoteur léger                        |
| Ryan X-13 Vertijet          | 1955    | 2             | avion à décollage vertical expérimental |
| Ryan Firebee                | 1955    | xx            | Drone-cible                             |
| Ryan VZ-3 Vertiplane (en)   | 1959    | 1             | VSTOL expérimental                      |
| Ryan Model 147 (en)         | 1960s   |               | Drone                                   |
| Ryan XV-8 (en)              | 1961    | 1             | aile flexible                           |
| Ryan XV-5 Vertifan          | 1964    | 2             | VTOL                                    |
| Ryan AQM-91 Firefly (en)    | 1968    | 28            | drone de reconnaissance                 |
| Ryan YQM-98                 | 1974    |               | drone de reconnaissance                 |
| Teledyne Ryan Scarab (en)   | 1988    |               | drone de reconnaissance                 |
| Teledyne Ryan 410 (en)      | 1988    |               | drone de reconnaissance                 |
| BQM-145 Peregrine (en)      | 1992    |               | drone de reconnaissance                 |

## Missiles
- AAM-A-1 Firebird
- ADM-160 MALD